# Nils Linnarsson
Nils Josef Linnarsson, född den 10 september 1833 i Varvs socken i Skaraborgs län, död den 4 januari 1904 i Skara, var en svensk teolog. Han var kusin till Gustaf Linnarsson.
Linnarsson blev student vid Uppsala universitet 1852 samt filosofie doktor, teologie kandidat och docent i dogmatik 1864. Han prästvigdes 1866, blev teologie adjunkt och kyrkoherde i Uppsala-Näs 1867, kyrkoherde i Falköping 1874, kontraktsprost 1876 och domprost i Skara 1889. Han var rektor för Fjellstedtska skolan 1866–1870. Linnarsson blev teologie doktor vid jubelfesten i Uppsala 1877. Som biskop Beckmans ställföreträdare bevistade han kyrkomötet 1893. Av trycket utgav han Thomas af Aquino såsom moralteolog (1867), Om skapelsen och försynen. Aforismer (avhandling vid prästmötet i Skara 1878) samt en mängd artiklar i "Teologisk tidskrift", varav han var en av redaktörerna 1868–1870 (tillsammans med Martin Johansson och Theodor Norlin) och 1871–75 (tillsammans med Johansson). Linnarssons ståndpunkt var den i Uppsala då för tiden dominerande lågkyrkliga. Som teolog visade han mot slutet av sitt liv liberala tendenser. Linnarsson blev ledamot av Nordstjärneorden 1884.